# James Wingrave
James „Jamie“ Wingrave (* 22. Juli 1981 in England) ist ein britischer Springreiter, der seit 2006 für Ungarn reitet.

## Werdegang
Wingrave kam mit sieben Jahren über seine Eltern zum Pferdesport.
2002 gewann er bei den Europameisterschaften der Jungen Reiter Gold mit der Mannschaft und Silber im Einzel.
Er hatte ein Stipendium für talentierte Sportler.
Im Jahr 2003 zog Wingrave nach Ungarn und nahm 2006 die ungarische Staatsbürgerschaft an. Seitdem ritt er in mehr als 30 Nationenpreisen, sowie bei den Weltreiterspielen 2006 für Ungarn.
2007 gewann er den Großen Preis von Budapest. Im Jahr 2010 wurde er Ungarischer Meister. Immer an seiner Seite ist der frühere Chef de Equipe der Engländer Michael „Mike“ Bullmann, durch den er nach Ungarn auswanderte. Bullmanns Geschäftspartner Joe Turi starb 2003 überraschend, woraufhin James Wingrave im Alter von 22 den Stall übernahm.
2009 lebte er auf der Anlage von Tina Pol in der Schweiz und ritt für das Team Thermoplan. Inzwischen ist er wieder nach Ungarn zurückgekehrt.

## Privates
Wingrave kommt aus einer pferdebegeisterten Familie, beide Eltern sind Reiter. Seine Mutter arbeitet für die British Showjumping Association.

## Pferde
- Agropoint Calira (* 1996), Stute
- Agropoint Crosshill (inzwischen unter Athina Onassis de Miranda)
- Sissi, Fuchs-Stute, Vater: Calvados
- Cascadeur
- Coralino
- Nightlife
- Timpex Coral
- Springmaster, starb Ende Januar 2006 bei einer Kolik-OP.